# Bélgica en los Juegos Paralímpicos de Innsbruck 1988
Bélgica estuvo representada en los Juegos Paralímpicos de Innsbruck 1988 por dos deportistas masculinos. El equipo paralímpico belga no obtuvo ninguna medalla en estos Juegos.